# Црквено-певачко друштво Успеније Пресвете Богородице Пирот
Црквено-певачко друштво Успеније Пресвете Богородице Пирот је певачко друштво које је основано у Пироту 1919. године а престало је са радом негде око другог светског рата. 

## Историјат
Друштво је основано 1919. године а престаје са радом негде око другог светског рата. Творац и оснивач јесте Милан Џунић, међу варошанима познат као Слепи Милча. Неко време је био хоровођа овог друштва. Џунић је имао идеју да ово друштво наступа у Саборној цркви како би одговарало на јектенија и давало литургији још свечанији и увишенији карактер.
Међутим, друштво је имало проблема одмах при оснивању. Број сталних чланова је варирао али није било више од двадесет чланова и то су углавном били верници вољни да певају духовне композиције. Сви су били аматери у певању па је савладавање захтевног духовног репертоара морало да сачека. Стога је духовни репертоар у почетку извођен једногласно и по природном слуху. 
Други проблем јесте била нередовност чланова у смислу долазака на пробе. Био је прави успех окупити их једном или два пута недељно. Њихова неозбиљност која се тицала долазака на пробе довела су до тога да се усвоји строг правилник везан за доласке певача на наступе и пробе. У одредбама правилника се наводи да се у случају неколико везаних одсустовања са проба добијао укор хоровође а за више неоправданих долазака чланови су трајно искључивани из хора.
Главне одлуке везане за рад друштва доношене су на редовним годишњим скупштинама које је Црквено-певачко друштво у почетку одржавало у просторијама Саборне цркве а после изградње нове зграде тијабарске основне школе, скупштине су одржаване тамо. Председници друштва су били углавном свештеници јер се рад овог друштва одвијао у цркви. Поред председника, друштво је имало секретара и благајника који су углавном имали обавезу да брину о финансијама и поштовању правилника о раду.
Двадесетих година, хоровођа друштва је био познати професор Степан Георгиевич Гушчин. 
Крајем двадесетих година, примећује се бољи статус друштва. До тога је и једним делом дошло због проширења репертоара у коме су осим црквених своје место нашле и популарне световне композиције. То је урађено с разлогом јер се једино на тај начин друштво могло представити широј аудијенцији са комерцијалним и забавним садржајима. Од тада друштво наступа не само у цркви већ и на вашарима и приредбама. У овом периоду, председник је био Војислав Николић а хоровођа руски емигрант Поликарп Скриљ. 
Место где је друштво почело да наступа и има пробе је хотел Еснаф. Како је певачко друштво Момчило било конкурент "Успенију", оба ова друштва су имала своја места где су наступала. Ривалитет ова два друштва је толико порастао тридесетих година да су заказивали наступе не само истог дана већ и у исто време. У таквим ситуацијама једна од дружина је најчешће на забаву пустала све бесплатно како би се ударила што већа конкуренција ривалу. 
Друштво "Успенија" је славило Ивандан те су сваке године обележавали тај дан у тијабарској основној школи уз велики број званица. Јавне и велике прославе овог типа увек су имале за циљ промоцију тог певачког друштва а често су биле идеална прилика да се у виду добровољних прилога прикупи новац за оне којима је то преко потребно.

## Наступи
Поред кафана које су биле главно место наступања певачких друштава, ту су биле и манифестације које су се организовале ради празника. Репертоар је тада био унапред одређен и сводио се на пар композиција од значаја за дати празник или светковину па је таква врста наступа за певачка друштва била јако рутинска.
Међу најистакнутијим наступима се издваја певање приликом дочека краља Александра Карађорђевића који је посетио Пирот јуна 1927. године.
Када се говори о наступима друштва "Успеније", не може се избећи и певачко друштво "Момчило" јер су оба друштва учестовала у већем броју манифестација. То је била одлична прилика да се у правом дуелу одмери квалитет пред грађанством. "Прослава дана Црвеног крста прослављена је свечано 9. јуна 1932. године. Најпре је Певачко друштво Успеније својим певањем оплеменило душе верника у току литургије а потом је поворка кренула од Саборме цркве ка згради Гимназије. Централно место у поворци су заузимали момци певачи Момчила и Успенија као и ђаци пиротских школа. Поворка је застала испред зграде општине где је хор Успенија отпевао државну химну а присутне је са балкона поздравио управник градске болнице господин Давидовић. После тога је на одушевљење присустних, Успеније извело још две композиције док је друштво Момчило исте вечери приредило концерт са игранком".
Крајем 1932. године је друштво имало велики концерт у сали хотела Еснаф којим је дириговао Георгије Оберемок. Тада су извели световне композиције Биничког, Мокрањца, Големовића и Чајковског. 
Почетком 1933. године је друштво одржало целовечерњи концерт као и крајем те године на прослави Краљевог рођендана. 
Сарадња са директором јагодинске пиваре је донело и сарадњу са Јагодинским певачким друштвом те је 1932. године, "Успеније" гостовало у Јагодини у "Шареној кафани".
Године 1935. поводом свечаности стогодишњице Старе пиротске цркве, "Успеније" је учествовало са својим певачима. 
Друштво престаје са радом са доласком рата а потом се не наставља рад због комунизма који има идеолошки зид према свему што је религијског карактера. Тек 1999. године мисију и рад наставља Хор Светог Јована Златоустог. 